# Rodolfo Ramón García
Rodolfo Ramón García, más conocido como Tapita García (nacido en la ciudad de Santa Fe el 1 de enero de 1969), es un ex-futbolista argentino. Jugaba como mediocampista y debutó profesionalmente en Rosario Central.

## Carrera
Su partido inicial en el primer equipo canalla se produjo en la 1.° fecha del Campeonato de Primera División 1989-90, cuando el 23 de agosto de 1989 Central igualó 0-0 como visitante ante Argentinos Juniors en cancha de Atlanta. El entrenador auriazul era Ángel Tulio Zof. Ante este mismo rival marcó su primer gol en Primera, cuando en la 21.° jornada del mismo torneo el cuadro rosarino venció 2-1 a los Bichitos colorados.
En dicho campeonato Central protagonizó una buena campaña con un equipo plagado de juveniles tales como Juan Antonio Pizzi, José Antonio Chamot, Alberto Boggio, David Bisconti, y el propio García.

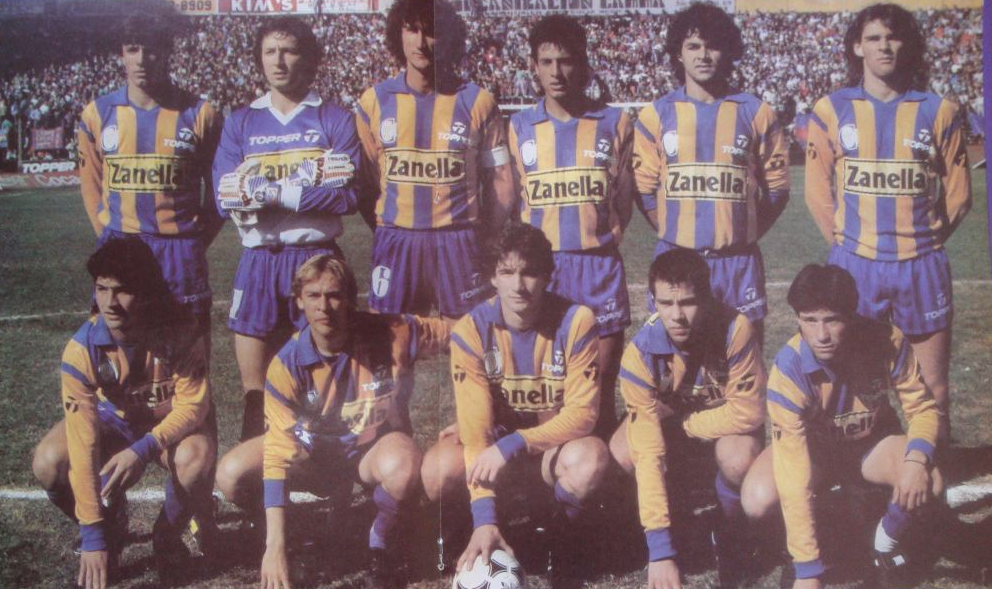
Rosario Central 1989-90. Parados: José Chamot, Alejandro Lanari, Edgardo Bauza, Juan Eudoro Medina, Ariel Cuffaro Russo, Marcelo Trivisonno; agachados: Pedro Uliambre, Alberto Boggio, Juan Pizzi, David Bisconti, Rodolfo García.

Se mantuvo en el canalla hasta finalizar el Clausura, sumando 72 partidos jugados y 5 goles marcados.
El siguiente paso en la carrera de García fue fichar por Lanús, equipo en el que se desempeñó con muy buenas actuaciones durante tres temporadas, que le valieron ser transferido al fútbol mexicano. Su primer club en tierra azteca fue Atlas de Guadalajara, en el que jugó entre 1995 y 1997, siendo subcampeón de la Copa México 1995-96. Sumó luego una temporada en Morelia antes de retornar al fútbol argentino para jugar en Racing Club. En el cuadro de Avellaneda solo estuvo seis meses, volviendo al norte del continente americano para fichar por Monterrey.
De nuevo en Argentina, jugó durante el primer semestre en San Martín de Mendoza en la Primera B Nacional; el año y medio siguiente lo hizo una categoría más abajo, en el Torneo Argentino A, defendiendo los colores de Tiro Federal de Rosario. En 2002 se sumó a Espoli de Ecuador; a mediados de año recibió una dura sanción tras un entredicho con un árbitro y retornó a Tiro Federal, que dirigido por Daniel Teglia, consiguió coronarse campeón del Torneo Argentino A 2002-03 y lograr el ascenso a la Primera B Nacional. Su último paso como jugador lo dio en la Liga Cañadense de Fútbol, en la provincia de Santa Fe, defendiendo la casaca de El Porvenir del Norte, club de la localidad de San Jerónimo Sud, con el que se coronó campeón del Torneo Apertura 2004.
Se dedicó luego a ejercer la profesión de entrenador; así, se hizo cargo de coordinar las divisiones inferiores de la Agrupación Deportiva Botafogo de Granadero Baigorria (participante de la Asociación Rosarina de Fútbol) en 2010, del primer equipo de Huracán de Gobernador Gregores en el Torneo Argentino B durante 2012, mientras que desde 2016, integra el plantel de entrenadores en las divisiones juveniles en Rosario Central, convocado por el coordinador general José Antonio Chamot.

## Clubes
| Club                                     | País      | Año       |
| ---------------------------------------- | --------- | --------- |
| Rosario Central                          | Argentina | 1989-1992 |
| Lanús                                    | Argentina | 1992-1995 |
| Atlas                                    | México    | 1995-1997 |
| Morelia                                  | México    | 1997-1998 |
| Racing Club                              | Argentina | 1998      |
| Monterrey                                | México    | 1999      |
| San Martín (Mendoza)                     | Argentina | 2000      |
| Tiro Federal                             | Argentina | 2000-2001 |
| Espoli                                   | Ecuador   | 2002      |
| Tiro Federal                             | Argentina | 2002-2003 |
| El Porvenir del Norte (San Jerónimo Sud) | Argentina | 2004      |

## Palmarés

### Torneos nacionales
| Equipo       | País      | Título      | Año     |
| ------------ | --------- | ----------- | ------- |
| Tiro Federal | Argentina | Argentino A | 2002-03 |

### Torneos regionales
| Equipo                | País      | Liga                | Título   | Año  |
| --------------------- | --------- | ------------------- | -------- | ---- |
| El Porvenir del Norte | Argentina | Cañadense de Fútbol | Apertura | 2004 |